# Sin City

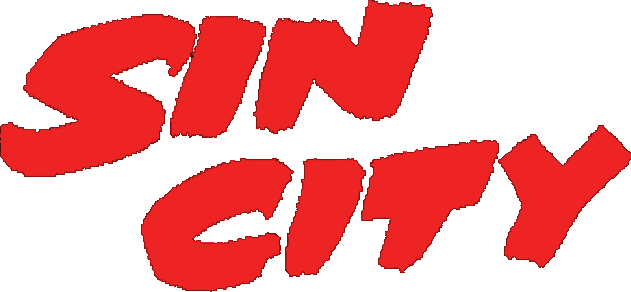
Logo komiksu Sin City

Sin City je americká komiksová série od autora a výtvarníka Franka Millera. Vypráví v (pro komiksy netradičním) noir stylu o tajemném městě v severozápadní Americe, které se sice úředně jmenuje Basin City, (Říční město), ale všichni mu říkají jen Sin City, Město hříchu.
Série začala vycházet v roce 1991 a stala se jedním z nejvýznamnějších a nejlepších komiksů v historii. Komiks byl v roce 2005 zfilmován režisérem Robertem Rodriguezem (s hostujícím režisérem Quentinem Tarantinem a spolurežisérem Frankem Millerem, autorem komiksu) a měl v kinech relativní úspěch. Byly oznámeny i další dva díly s pracovními názvy Sin City 2 a Sin City 3, z nichž byla realizována pouze dvojka pod názvem Sin City: Ženská, pro kterou bych vraždil.

## Knihy
- Drsný sbohem (The Hard Goodbye)
- Ženská, pro kterou bych vraždil (A Dame to Kill for)
- Velká tučná zabijačka (The Big Fat Kill)
- Ten žlutej parchant (That Yellow Bastard)
- Rodinné hodnoty (Family Values)
- Chlast, děvky a bouchačky (Booze, Broads & Bullets) (obsahuje celkem 11 povídek)
- Pekelná jízda (Hell and Back)

## Postavy

### Hlavní hrdinové
- Marv
- Dwight McCarthy
- John Hartigan
- Wallace

### Ženy
- Goldie
- Wendy
- Gail
- Nancy Callahan
- Miho
- Esther